# حمزة بوقري
حمزة محمد بوقري (1932–1984) هو كاتب سعودي ولد في مدينة مكة المكرمة عمل في الإذاعة وأصبح مديرها من العام 1965 حتى 1967. كما عمل في وزارة الإعلام السعودية وشارك في إنشاء جامعة الملك عبد العزيز في جدة.